# مغاوير العدالة للإبادة الجماعية للأرمن
مغاوير العدالة للإبادة الجماعية للأرمن (بالأرمنية: Հայկական Ցեղասպանութեան Արդարութեան Մարտիկներ, ՀՑԱՄ) كانت منظمة إرهابية أرمنية نشطت من 1975 إلى 1987.
شنت منظمة «مغاوير العدالة» حملة دولية من الهجمات ضد الممثلين والمصالح التركية، في المقام الأول في أوروبا وأمريكا الشمالية، مما أسفر عن مقتل العديد من الملحقين بالحكومة التركية. كان السبب المعلن لهذه الهجمات هو إنشاء أرمينيا المستقلة في المناطق الأرمنية التاريخية والاعتراف الرسمي بالإبادة الجماعية للأرمن من قبل تركيا.
بحلول عام 1983، يُعتقد عمومًا أن منظمة «مغاوير العدالة» قد تحولت إلى الجيش الثوري الأرمني إما كإعادة تسمية أو استمرار، مع التصريحات والأنشطة العسكرية تحت هذا الاسم حتى عام 1985. ارتكبت المنظمة هجومًا واحدًا في عام 1986 تحت اسم الجبهة اليونانية البلغارية والأرمنية، ويعتقد أنه تم حلها بشكل غير رسمي في العام التالي.

## التاريخ

### الانتماء إلى الاتحاد الثوري الأرمني
يُعتقد عمومًا أن مغاوير العدالة في الإبادة الجماعية للأرمن والجيش الثوري الأرمني التالي هما الفرع العسكري للاتحاد الثوري الأرمني، وهو حزب سياسي يساري أرمني قومي تأسس لعموم الأرمن. القرن التاسع عشر، في الوقت الذي سعى فيه الأرمن إلى استقلال أرمينيا عن الاتحاد السوفيتي. كان للاإتحاد الثوري الأرميني دورًا أساسيًا في إنشاء جمهورية أرمينيا الأولى في عام 1918، والتي استمرت لمدة عامين حتى تم ضمها من قبل الاتحاد السوفيتي، الدولة الخلف للإمبراطورية الروسية التي حكمت أرمينيا الشرقية سابقًا. بعد وصول السوفييت إلى السلطة، تم نفي قيادة الاتحاد الثوري الارميني، وحافظت المنظمة على وجودها دوليًا من خلال الشتات الأرمن.

### الحملة المسلحة
تم اكتشاف وجود «مغاوير العدالة» في مايو 1976، عندما قُتل أحد الأعضاء بقنبلته الخاصة في مقر الاتحاد الثوري الأرميني في باريس. تم تأكيد ذلك عندما سُمح للعالم السياسي الفرنسي جايدز ميناسيان بالاطلاع على أرشيف الاتحاد الثوري الأرميني لأطروحة الدكتوراه الخاصة به -دكتوراه لـ جايدز ميناسيان-. في عدة مناسبات، بررت الصحف الرسمية لاتحاد الاتحاد الثوري الأرميني في الولايات المتحدة وفرنسا ولبنان «الكفاح المسلح» ونشرت بيانات رسمية من «مغاوير العدالة». استخدم الحزب الإرهاب مرات عديدة، ضد الإمبراطورية العثمانية والأرمن المعارضين للحزب الثوري الارميني، وأشهرهم بدروس كابامشيان، رئيس بلدية وان، الذي اغتيل في ديسمبر 1912، والمطران ليون توريان، الذي اغتيل في مدينة نيويورك في 24 ديسمبر،1933.
جمعت الفروع القانونية للحزب الثوري الأرميني الأموال لدفع تكاليف المحامي لأعضاء «مغاوير العدالة» الموقوفين، وأشهرها هاري ساسونيان، الذي حُكم عليه بالسجن مدى الحياة لاغتيال القنصل العام التركي في لوس أنجلوس. وفقا لأحد الصحف في 1983، شارك عدة عشرات الآلاف من الأرمن (المتعاطفين مع الاتحاد الثوري الأرميني والمسلحين) في مجموعات التضامن مع ساسونيان ونظم فرع الاتحاد الثوري الأرميني في فرنسا مظاهرة أمام القنصلية الأمريكية في ليون، احتجاجا على اعتقال ساسونيان  كما دعم الاتحاد الثوري الارميني هاروتيون كريكور ليفونيان وألكسندر البيكيان، اللذين حُكم عليهما بالسجن لمدة عشرين عامًا لاغتيال غالب بالكار، السفير التركي في يوغوسلافيا، في بلغراد، وماكس هراير كيلندجيان، الذي حكم عليه بالسجن لمدة عامين كشريك في محاولة القتل. السفير التركي في سويسرا.
في عام 1982، أوقف مكتب التحقيقات الفيدرالي محاولة تفجير مبنى القنصلية التركية في فيلادلفيا. وحُكم على زعيم المجموعة والزعيم الرئيسي لـ الاتحاد الثوري الارميني الآن في الولايات المتحدة، فيكن هوفسيبيان، بالسجن 6 سنوات، وتم تأكيد الحكم في الاستئناف. في يناير / كانون الثاني 2001، حُكم على زعيم آخر من الفرع الأمريكي للاتحاد الثوري الارميني، مراد طوباليان، بالسجن 37 شهرًا بتهمة تخزين أسلحة ومتفجرات بشكل غير قانوني لصالح «مغاوير العدالة». تركزت أنشطة «مغاوير العدالة» في دول أوروبا وأمريكا الشمالية، مستهدفة المصالح التركية، ولا سيما اغتيال الدبلوماسيين الأتراك.
في عام 1983، أخذت «مغاوير العدالة للإبادة الجماعية للارمن» اسم «الجيش الثوري الأرمني»، ومثلما حدث من قبل، نشرت الصحافة المنتسبة إلى الاتحاد الثوري الأرميني بيانات الجيش الثوري الأرميني بالإضافة إلى مقالات تدعم أهدافها.
في كل عام، ينظم الاتحاد الثوري الارميني احتفالات دولية تكريما لأعضاء الجيش الثوري الارميني الخمسة الذين هاجموا السفارة التركية في البرتغال، وخاصة في غلينديل، لوس أنجلوس، في نيوجيرسي، بيروت، باريس وديسين-شاربيو. بعد أن حكم على ثلاثة من مرتكبي الهجوم على السفارة التركية في أوتاوا بالسجن المؤبد مع عدم وجود إمكانية للإفراج المشروط لمدة 25 عامًا، هاجم الاتحاد الثوري الأرميني الحُكم.
تحت اسم «الجبهة اليونانية البلغارية والأرمينية»، نفذت «مغاوير العدالة» هجومين في أستراليا: تفجير القنصلية التركية في ملبورن، والذي حكم على عضو الاتحاد الثوري الأرميني ليفون دمريان بالسجن لمدة 10 سنوات، وتفجير منشأة فرز بريد في بريسبان، في 19 يناير 1987.

## إنظر أيضا
• الجيش الأرميني السري لتحرير أرمينيا